# 2012-es magyar birkózóbajnokság
A 2012-es magyar birkózóbajnokság a százötödik magyar bajnokság volt. A férfi kötöttfogású bajnokságot október 13-án rendezték meg Miskolcon, a férfi és a női szabadfogású bajnokságot pedig október 27-én Kecskeméten, a Messzi István Sportcsarnokban.

## Eredmények

### Férfi kötöttfogás
| Versenyszám | Arany                            | Arany | Ezüst                        | Ezüst | Bronz                                                    | Bronz |
| ----------- | -------------------------------- | ----- | ---------------------------- | ----- | -------------------------------------------------------- | ----- |
| 55 kg       | Borsos Dávid Kaposvári NSE       |       | Knipli Csongor Dél-Zselic SE |       | Juhász Bence Diósgyőri BCTurbucz István Vasas SC         |       |
| 60 kg       | Kmegy Dániel Vasas SC            |       | Oláh Richárd Szigetvári BSE  |       | Antal Dávid Orosházi SpartacusNémet Zsolt Szigetvári BSE |       |
| 66 kg       | Kozák István Ceglédi VSE         |       | Jäger Krisztián BVSC-Ganz    |       | Fritsch Róbert Csepeli ABINémeth István Vasas SC         |       |
| 74 kg       | dr. Kun Renátó Ferencvárosi TC   |       | Fekete Tibor Ferencvárosi TC |       | Korpási Bálint BVSC-GanzMadarasi Gábor Egri Vasas-SI     |       |
| 84 kg       | Antunovits László Érdi Spartacus |       | Szabó Patrik Sziget SC       |       | Kéri Zoltán Mogyoródi KSKLőrincz Viktor Ceglédi VSE      |       |
| 96 kg       | Németh Iván Ferencvárosi TC      |       | Rizmajer György BVSC-Ganz    |       | Kucsera Tibor Vasas SCVarga Ádám Vasas SC                |       |
| 120 kg      | Nunajev Juszup Vasas SC          |       | Bóna Dániel Kőbánya SC       |       | Lám Bálint BVSC-GanzFodor Péter Vasas SC                 |       |

### Férfi szabadfogás
| Versenyszám | Arany                                                         | Arany | Ezüst                                    | Ezüst | Bronz                                                                           | Bronz |
| ----------- | ------------------------------------------------------------- | ----- | ---------------------------------------- | ----- | ------------------------------------------------------------------------------- | ----- |
| 55 kg       | Kovács Bence Kaposvári Sportközpont és Sportiskola            |       | Nyíri Milán Csepeli BC                   |       | Turbucz István Vasas SCBagdi Dávid Törökszentmiklósi BDSK                       |       |
| 60 kg       | Molnár József Abonyi BC                                       |       | Németh Zsolt Szigetvári BSE              |       | Oláh Richárd Szigetvári BSEBirkás Krisztián Csepeli BC                          |       |
| 66 kg       | Németh István Vasas SC                                        |       | Wöller Gergő Vasas SC                    |       | Sepeczán János Orosházi SpartacusFarkas Gábor Vasas SC-Testnevelési Főiskola SE |       |
| 74 kg       | Tőzsér Sándor Debreceni Sportcentrum-Testnevelési Főiskola SE |       | Gulyás Zsombor Csepeli BC                |       | Czimre Dániel Törökszentmiklósi BDSKLigeti Richárd Haladás VSE                  |       |
| 84 kg       | Veréb István Haladás VSE                                      |       | Antunovits László Érdi Spartacus         |       | Györgyi Péter Csepeli BCHalasi Dániel Kaposvári Sportközpont és Sportiskola     |       |
| 96 kg       | Tóth Rafael Ferencvárosi TC                                   |       | Szabó Mihály Vasas SC-Orosházi Spartacus |       | Adamecz József Vasas SCSzmik Attila Dunaharaszti MTK-Csepeli BC                 |       |
| 120 kg      | Ligeti Dániel Haladás VSE                                     |       | Csercsics Richárd Haladás VSE            |       | Egervári László Vasas SCFodor Péter Vasas SC                                    |       |

### Női szabadfogás
| Versenyszám | Arany                                   | Arany | Ezüst                                                | Ezüst | Bronz                                     | Bronz |
| ----------- | --------------------------------------- | ----- | ---------------------------------------------------- | ----- | ----------------------------------------- | ----- |
| 48 kg       | Dénes Mercédesz Érdi Spartacus          |       | Nyíri Dóra Püspökladányi BK                          |       | Lugosi Zsuzsanna Miskolci BSE-Abaújszántó |       |
| 51 kg       | Nagy Brigitta Ferencvárosi TC-Gyál TBSE |       | Tornyos Dorina Zalaegerszegi BSE                     |       | Lemák Diána Érdi Spartacus                |       |
| 55 kg       | Jäger Szimonetta Dorogi NC              |       | Kőrösi Éva Kőbánya SC                                |       | Rádi Nikoletta Kecskeméti TE              |       |
| 59 kg       | Barka Emese Vasas SC                    |       | Kőrösi Kitti Zalaegerszegi BSE                       |       | Gerják Edit Miskolci BSE-Abaújszántó      |       |
| 63 kg       | Sastin Marianna Vasas SC                |       | Ebenspanger Dóra Kőbánya SC-Testnevelési Főiskola SE |       | Juhász Renáta Túrkevei VSE                |       |
| 67 kg       | Godó Kitti Ferencvárosi TC-Gyál TBSE    |       | Forgó Fruzsina Vasas SC                              |       | Nagy Adrienn Tatabányai SC                |       |
| 72 kg       | Rádi Brigitta Kecskeméti TE             |       | Ulveczki Krisztina Pestszentimrei BSE                |       | –                                         |       |